# برج تایپه اسکای

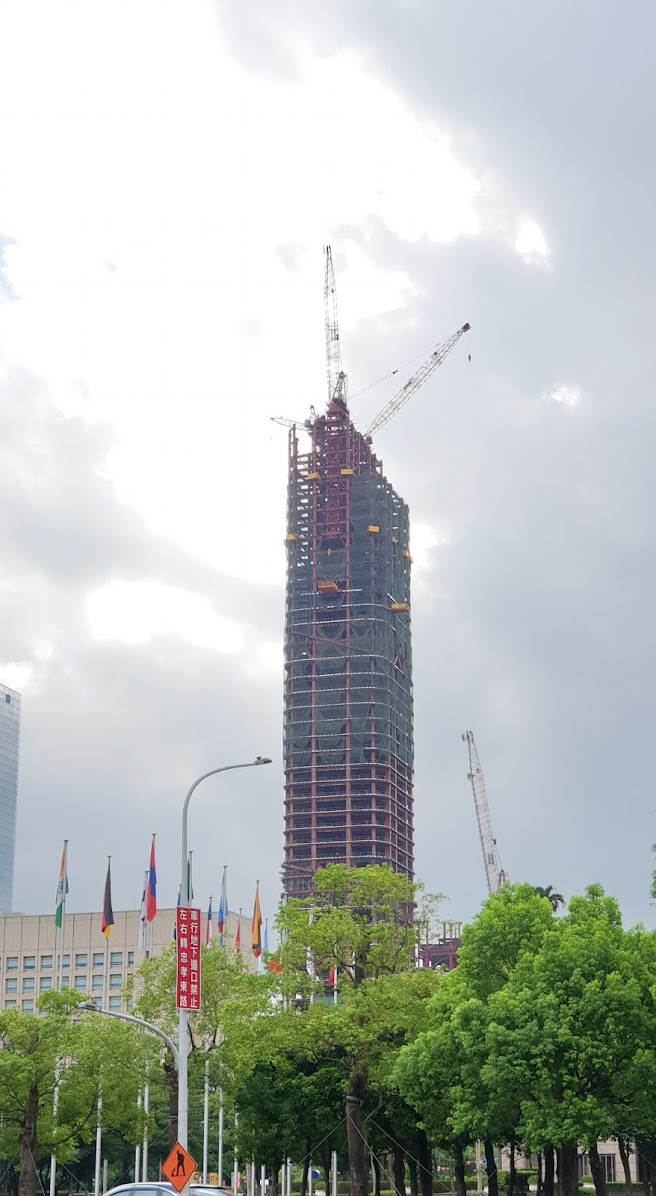
نمایی از برج تایپه اسکای

برج تایپه اسکای (انگلیسی: Taipei Sky Tower) ساختمان ۵۶ طبقه با کاربری هتل در شهر تایپه، تایوان است، که در سال ۲۰۲۲ احداث گردید.